# Benjamin Angoua
Brou Benjamin Angoua (Anyama, Costa de Marfil, 28 de noviembre de 1986) es un futbolista marfileño naturalizado francés que juega como defensa en el Stade Briochin del Championnat National 2, cuarta división francesa.

## Selección nacional
Ha sido internacional con la selección de fútbol de Costa de Marfil en 17 ocasiones y ha convertido un gol.

### Participaciones en Copas del Mundo
| Mundial                        | Sede      | Resultado      | Partidos | Goles |
| ------------------------------ | --------- | -------------- | -------- | ----- |
| Copa Mundial de Fútbol de 2010 | Sudáfrica | Fase de grupos | 0        | 0     |

### Participaciones en Copas Africanas
| Copa                                | Sede                    | Resultado        | Partidos | Goles |
| ----------------------------------- | ----------------------- | ---------------- | -------- | ----- |
| Campeonato Juvenil Africano de 2005 | Benín                   | Fase de grupos   | ?        | 0     |
| Copa Africana de Naciones 2010      | Angola                  | Cuartos de final | 0        | 0     |
| Copa Africana de Naciones 2012      | Gabón Guinea Ecuatorial | Subcampeón       | 1        | 0     |

### Participaciones en Juegos Olímpicos
| Olimpiada                      | Sede  | Resultado        | Partidos | Goles |
| ------------------------------ | ----- | ---------------- | -------- | ----- |
| Juegos Olímpicos de Pekín 2008 | China | Cuartos de final | 4        | 0     |

## Clubes
| Club                            | País            | Año       |
| ------------------------------- | --------------- | --------- |
| Africa Sports                   | Costa de Marfil | 2004-2006 |
| Budapest Honvéd F. C.           | Hungría         | 2006-2010 |
| Valenciennes F. C.              | Francia         | 2010-2014 |
| E. A. Guingamp                  | Francia         | 2014-2018 |
| New England Revolution (cedido) | Estados Unidos  | 2017      |
| Levadiakos                      | Grecia          | 2019-2020 |
| Stade Briochin                  | Francia         | 2020-     |

## Palmarés

### Campeonatos nacionales
| Título          | Club                  | País    | Año  |
| --------------- | --------------------- | ------- | ---- |
| Copa de Hungría | Budapest Honvéd F. C. | Hungría | 2007 |
| Copa de Hungría | Budapest Honvéd F. C. | Hungría | 2009 |